# .kh
.kh è il dominio di primo livello nazionale assegnato alla Cambogia.